# Sveti Križ Začretje

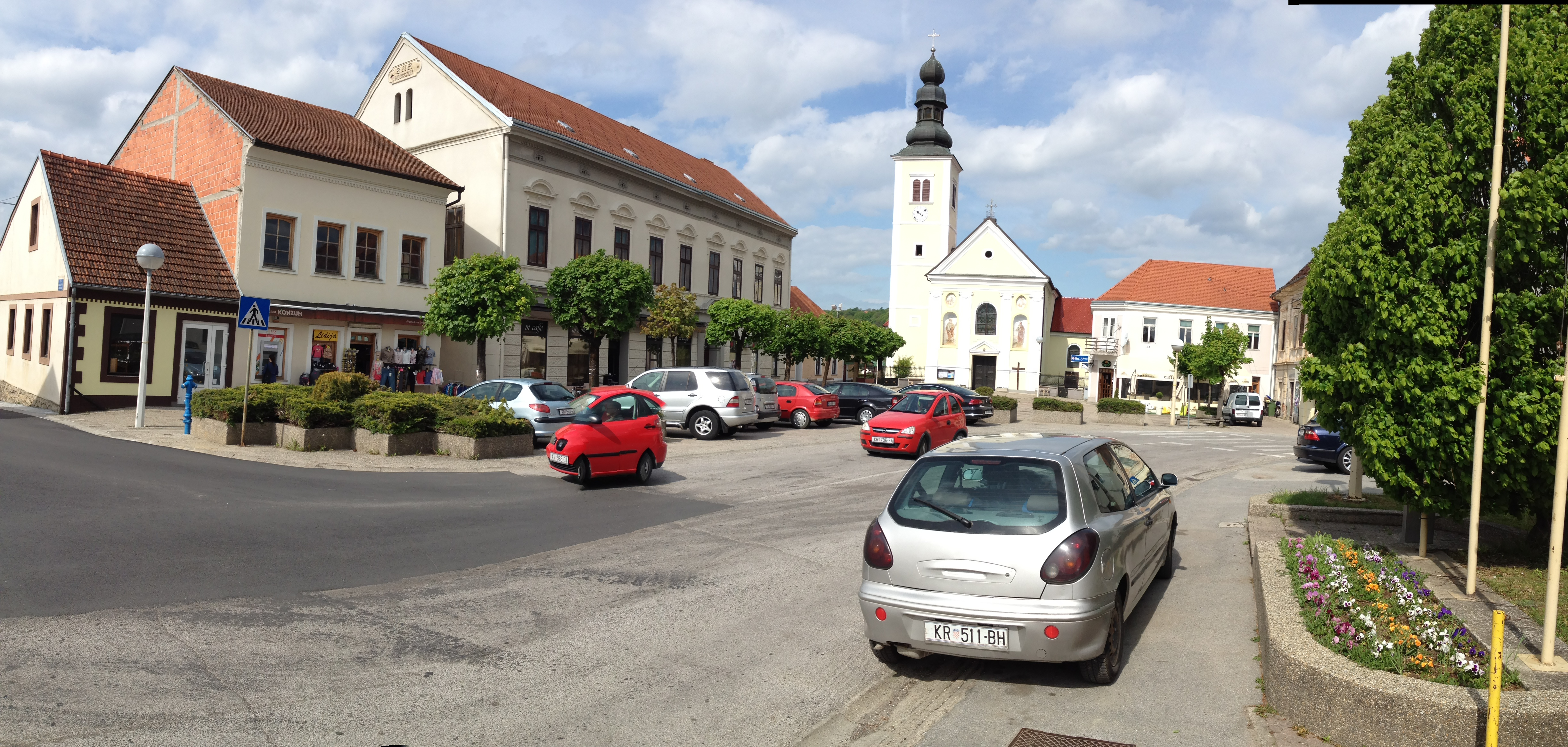
Centum vesnice Sveti Križ Začretje

Sveti Križ Začretje (do roku 1900 Sveti Križ Začreće, až do roku 1981 pak pouze Začretje) je vesnice a správní středisko stejnojmenné opčiny v Chorvatsku v Krapinsko-zagorské župě. Nachází se asi 5 km severovýchodně od Zaboku a asi 9 km jihovýchodně od Krapiny. V roce 2011 žilo ve vesnici 897 obyvatel, v celé opčině pak 6 165 obyvatel. Název znamená "Svatý Kříž za Čretem", což je vesnice v sousední opčině Krapinske Toplice.
Součástí opčiny je celkem 19 trvale obydlených vesnic.
- Brezova – 287 obyvatel
- Ciglenica Zagorska – 620 obyvatel
- Donja Pačetina – 729 obyvatel
- Dukovec – 258 obyvatel
- Galovec Začretski – 290 obyvatel
- Klupci Začretski – 107 obyvatel
- Komor Začretski – 157 obyvatel
- Kotarice – 122 obyvatel
- Kozjak Začretski – 234 obyvatel
- Mirkovec – 476 obyvatel
- Pustodol Začretski – 231 obyvatel
- Sekirišće – 392 obyvatel
- Sveti Križ Začretje – 897 obyvatel
- Štrucljevo – 365 obyvatel
- Švaljkovec – 338 obyvatel
- Temovec – 233 obyvatel
- Vrankovec – 239 obyvatel
- Završje Začretsko – 40 obyvatel
- Zleć – 150 obyvatel

Opčinou procházejí státní silnice D1 a D35 a župní silnice Ž2158, Ž2159, Ž2160, Ž2161, Ž2162 a Ž2166. Těsně kolem vesnice též prochází dálnice A2 a přímo pro Sveti Križ Začretje je určen exit 4. Podle opčiny je rovněž na dálnici pojmenována odpočívka Odmorište Sv. Križ Začretje. Opčinou protéká říčka Krapinica, která je pravostranným přítokem řeky Krapiny.